# Jaša Tomić (homme politique)
Ne doit pas être confondu avec Jaša Tomić (Sečanj).
Pour les articles homonymes, voir Jaša Tomić et Tomić.
Jakov « Jaša » Tomić (en serbe cyrillique : Јаша Томић ; né à Vršac le 23 octobre 1856 et mort à Novi Sad le 22 octobre 1922) est une personnalité politique, un journaliste et un écrivain serbe de l'empire d'Autriche, de l'Autriche-Hongrie puis du royaume des Serbes, Croates et Slovènes.

## Biographie
Jaša Tomić est né à Vršac en 1856, à l'époque où sa région natale faisait partie du voïvodat de Serbie et du Banat de Tamiš, une province autonome au sein de l'empire d'Autriche. Sa famille, chrétienne orthodoxe, s'était enrichie dans le commerce. Jaša Tomić fréquente l'école élémentaire de Vršac puis les lycées de Timişoara et de Kecskemét. Il s'engage comme volontaire lors de l'insurrection de la Bosnie-Herzégovine de 1875-1878 ; il effectue ensuite des études de médecine à Vienne et à Prague avant de suivre des cours de philosophie et de philologie puis s'engage en politique en Voïvodine. Dans ce domaine, il combine le socialisme et le patriotisme serbe, comme beaucoup de personnalités de sa génération, telles que Svetozar Marković et Nikola Pašić.

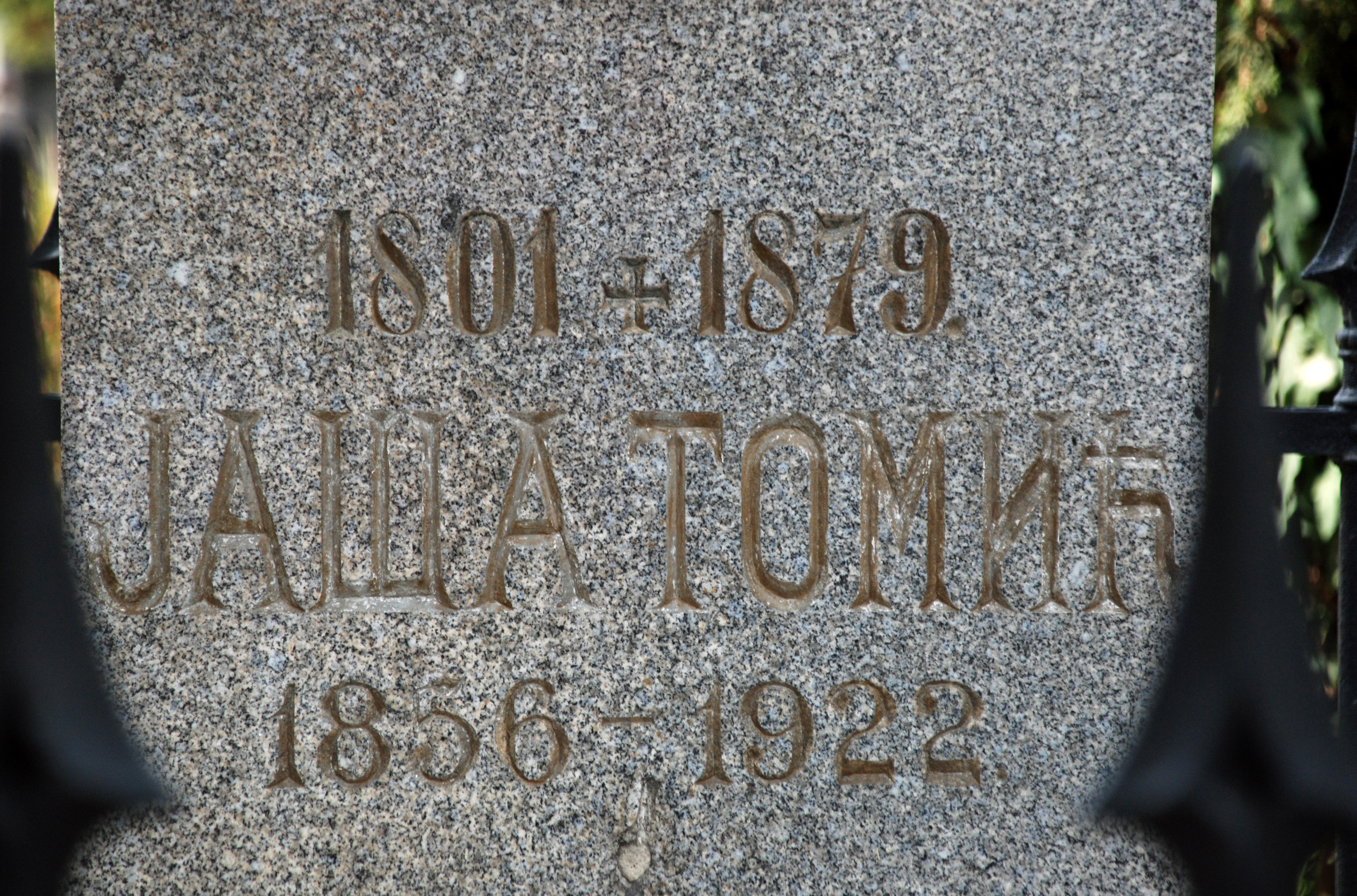
La tombe de Jaša Tomić dans le cimetière de la Dormition de Novi Sad

Tomić édite les magazines Srpsko kolo et Zastava et fonde le Parti populaire des libres penseurs (en serbe : Narodna slobodoumna stranka) qui, en 1891, devient le Parti radical (Radikalna stranka). En 1889, à la suite de provocations touchant à l'honneur de sa femme, il blesse à mort un rival politique libéral, Miša Dimitrijević, l'éditeur du magazine Branik, à Novi Sad. Condamné à la prison pour meurtre, il en sort en 1896 et reprend ses activités politiques, notamment en y incluant les questions économiques.
En 1918, Tomić est élu président du Conseil national serbe de Novi Sad, où, le 25 novembre, se réunit la Grande assemblée nationale des Serbes, des Bunjevcis et des autres Slaves du Banat, de la Bačka et de la Baranja (en serbe : Velika narodna skupština Srba, Bunjevaca i ostalih Slovena u Banatu, Bačkoj i Baranji) qui décide le rattachement de la Voïvodine jusqu'alors austro-hongroise au royaume de Serbie.
Il est enterré dans le cimetière de la Dormition à Novi Sad, où son monument funéraire fait partie d'un ensemble de 24 tombes de personnalités historiques, culturelles et autres inscrites sur la liste des monuments culturels protégés (identifiant no SK 1588) de la république de Serbie.

## Œuvres
- En 1876 sous le pseudonyme du « Volontaire » Milutin Spasić, Tomić a écrit la brochure Srpsko-turski rat 1876 (La Guerre serbo-turque 1876).
- Pesme (Poèmes), publié par A. Pajević en 1879, édité par Kosta Lera.
- En 1884, Tomić a fait paraître un pamphlet politique, Stranke srpskih notabiliteta protiv srpske narodne slobodoumne stranke.
- Političko vjeruju, (La Confiance politique) republication d'un extrait du magazine Zastava, organe du Parti radical (NRS), 1886.
- Književna zrnca (Graines littéraires), Vol I, 1888.
- Treba li narodu politika (Le Peuple a-t-il besoin de la politique ?), 1888.
- Posle petstotina godina: razmatranja o Kosovskoj bitci i propasti carstva srpskog (Après cinq cents ans : Regard sur la bataille de Kosovo et la chute de l'empire serbe), 1889.
- Iz prošlosti naših vođa (Nos Chefs du passé), 1889.
- Govor u svoju odbranu prlilikom naknadne rasprave zbog tucindanskog dogadjaja u novom Sadu, 1891.
- Nazareni (Les Nazaréens), roman, imprimé à Novi Sad, 1896.
- Pesme Jaše Tomića (Poèmes de Jaša Tomić), 1896
- O uzrocima zločina (Les Causes de la criminalité), Novi Sad, 1896.
- Pametno nazarenstvo, livre 1, 1897.
- Pametno nazarenstvo, livre 2, 1897.
- Slike i pripovetke (Images et Histoires), 1897.
- Vođa kroz izbore, Novi Sad, 1897.
- Čiča Stanko, Novi Sad, 1897.
- Zemljoradnička sirotinja u Ugarskoj (Les Agriculteurs pauvres en Hongrie), 1897.
- Ima li pomoći našim zanatlijama (Peut-on aider nos artisans ?), 1898.
- Trulez, roman, 1898.
- Program radikalne i program liberalne stranke (Le Programme du parti radical et du parti libéral), 1901.
- U čemu je stvar (De quoi s'agit-il ?), 1901.
- Gorak sećer, 1902.
- Majski sabor (L'Assemblée de mai), 1902.
- Kakvo se zlo sprema u Srbiji, 1903.
- Hoćemo li u socijaliste, 1904.
- Na prelomu, 1905.
- Jedan nadsolgabirov, 1904.
- Parnica protiv srpskih manastira, 1905.
- Izbor i pravo manjine (Élections et Droit des minorités), 1905.
- Sta je bilo i sta treba da bude, 1905.
- Jesmo li na dobrom putu (Sommes-nous sur la bonne route ?), 1906.
- Vodja kroz saborske izbore, 1906.
- Nisam više magarac (Je ne suis plus un âne), 1906.
- Tražim svoja prava (Je veux mes droits), 1907.
- Samostalci iz Hrvatske i Slavonije i samostalci iz Srbije, 1907.
- Sabor junak od megdana, 1907.
- Reč našoj braći u Srbiji, 1907.
- Kako smo birali patrijarhe kroz 200 godina, 1908.
- Nova manastirska uredba, 1908.
- Laze i paralaze, 1908.
- Boj na Kosovu, Seoba Srba (La Bataille de Kosovo, La Grande Migration serbe), Monténégro, 1908.
- Kako se zovemo, 1909.
- Veleizdajnička parnica u Zagrebu, 1908.
- Žena i njeno pravo (Les Femmes et leurs Droits), 1909.
- U čemu je naša avtonomna borba, 1910.
- Hoćemo li na djavolsku stranu (Voulons-nous le côté du diable ?), 1910.
- Na pragu novog doba u Ugarskoj, 1910.
- Nesavremena i savremena istorija, 1910.
- Gde je srpska politika i Samouprava-napred, 1911.
- Dositej Obradović, 1911.
- Rat na Kosovu i Staroj Srbiji (La Bataille de Kosovo et la Vieille Serbie), 1913.
- Rat u Albaniji pod Skadrom, 1913.
- Rat u Maćedoniji i Bugarskoj, 1914.
- Karlovačka Mitropolija i Hrišćanstvo (La Métropole de Karlovci et la Chrétienté), 1913.
- Seoba u Srbiju, 1914.
- Naša nova država u kolevci, 1919.
- Krajnje vreme da se razumemo, 1919.
- Šta je bila žena i šta će biti, 1918.
- Lepa književnost i umetnost, 1918.
- Gradja za nov radikalni program, 1919.
- Kako da delimo zemlju, 1919.
- S kim ćemo i kuda ćemo, 1919.
- Razvod braka, pozorišna igra u 5 činova, 1919.

## Hommage
En 1924, l'ancienne localité de Modoš a été renommée « Jaša Tomić » en hommage à l'homme politique.